# Smithfield (Utah)
Smithfield é uma cidade localizada no estado norte-americano de Utah, no Condado de Cache.

## Demografia
Segundo o censo norte-americano de 2000, a sua população era de 7261 habitantes.
Em 2006, foi estimada uma população de 7455, um aumento de 194 (2.7%).

## Geografia
De acordo com o United States Census Bureau tem uma área de
11,2 km², dos quais 11,2 km² cobertos por terra e 0,0 km² cobertos por água. Smithfield localiza-se a aproximadamente 1383 m acima do nível do mar.

## Localidades na vizinhança
O diagrama seguinte representa as localidades num raio de 12 km ao redor de Smithfield.